# Дух времени
Дух времени (или Дух эпохи, также нем. Zeitgeist) — интеллектуальная мода, доминирующая мыслительная традиция, определяющая и стандартизирующая стиль мышления определенной эпохи. Например, на архитектуру и другие сферы искусств двадцатого века существенно повлияли идеи модернизма. Термин Zeitgeist часто приписывается философу Гегелю, хотя он им и не пользовался. В своей работе «Лекции по истории философии» он использует фразу der Geist seiner Zeit (дух своего времени) — например, «ни один человек не может перегнать своего времени, так как дух его времени — это также его дух.» Другими философами, выражавшими подобные идеи, были Гердер, Спенсер и Вольтер.
Гёте рассматривал дух времени как преобладающую духовную сторону эпохи: «Если какая-нибудь сторона выступает наиболее сильно, овладевая массой и торжествуя над ней, так что при этом противоположная сторона оттесняется на задний план и затеняется, то такой перевес называют духом времени, который определяет сущность данного промежутка времени».
Концепция включает также теорию великих людей, популяризированную Томасом Карлейлем, которая определяет историю как результат деятельности великих героев и гениев.
Гегель верил, что искусство отражает, по самой своей сути, культуру той эпохи, в которую оно творилось. Культура и искусство неразрывно связаны потому, что художник является продуктом своего времени, поэтому привносит культуру своего времени в каждое созданное им произведение искусства. Более того, он верил, что в современном мире невозможно творить классическое искусство, которое, как он считал, выражало «свободную и этическую культуру», которая основывалась на философии искусства и теории искусства, а не на отражении социальных условий, или духа времени в котором конкретный художник творил.
В анализе культуры и искусства концепция «духа времени» не может служить качественным инструментом исследования для тех культур, в которых существовала социальная и культурная неоднородность и разнообразие.